# Eas a' Chual Aluinn
Eas a' Chual Aluinn en la parroquia de Assynt, Sutherland, Highland, Escocia, es la cascada más alta del país constituyente de Escocia y del Reino Unido con una caída vertical de 658 pies (200 m). En pleno desarrollo es más de tres veces más alta que las Cataratas del Niágara.
A la cascada se puede llegar en una caminata de dos millas a través de un terreno pantanoso por una carretera de tres kilómetros al sur de Kylesku en Sutherland, Escocia.